# حديد (فلم)
حديد هو فيلم مصري من إنتاج عام 2014، بطولة عمرو سعد ودرة ومن تأليف مصطفى سالم وإخراج أحمد البدري وإنتاج محمد السبكي.

## قصة الفيلم
تدور أحداث الفيلم حول شخصية «حديد» البلطجي الذي يدخل السجن في إحدي القضايا ويمارس البلطجة علي السجناء لكي يصبح كبير السجن، ما يجعل الجميع يهابه ويخاف منه، وينفذون أوامره دون أي تردد، ويقابل داخل السجن أحمد عبد العزيز أحد السجناء الذي تربطه به علاقة صداقة بعد عدة مشاحنات ويغير من حياته بإحدي الصفقات المشبوهة، ويرتبط «سعد» خلال أحداث العمل بقصة حب بـ «نادين» التي تجسد دورها الفنانة درة ويتزوجها رغم رفض أهلها له.

## طاقم التمثيل
- عمرو سعد
- درة
- أحمد عبد العزيز
- زكي فطين عبد الوهاب
- تامر عبد المنعم
- علاء مرسي
- رامي غيط
- أحمد فتحي
- سعيد طرابيك
- سامي مغاوري
- أحمد عبد الله محمود
- كريم مغاورى
- مصطفى الشاطر

## فريق العمل
- إخراج: أحمد البدري
- تأليف: مصطفى سالم
- إنتاج: محمد السبكي
- مونتاج: شريف عابدين
- موسيقى تصويرية: خالد داغر
- مدير التصوير: جلال الزكي

## وصلات خارجية
- مقالات تستعمل روابط فنية بلا صلة مع ويكي بيانات
- صفحة الفيلم في قاعدة بيانات الأفلام العربية